# Lachnostachys
Lachnostachys là một chi thực vật có hoa trong họ Hoa môi (Lamiaceae).

## Loài
Chi Lachnostachys gồm các loài: